# バスダール
バスダール (ドイツ語: Basdahl) は、ドイツ連邦共和国ニーダーザクセン州のローテンブルク（ヴュンメ）郡に属す町村（以下、本項では便宜上「町」と記述する）で、ザムトゲマインデ・ゲーステクヴェレを構成する町村の一つである。首邑であるバスダール集落の他、フォルクマーストとエーゼの集落がこの町に属す。

## 歴史
14世紀から17世紀までバスダールの古代墓に面した「ホーレン・グルント」でブレーメン大司教領の騎士、都市、聖職者の会合が行われていた。

## 集落

### バスダール
町の中心機能を担っているバスダール集落には、体育館のある基礎課程学校、幼稚園、銀行が2行の他、生活に必要な小売店やサービス業者がある。バスダールには古い伝承がある。ブレーミシェ・リッターハウス（ブレーメン騎士館）の横にこの伝承に登場する石がある。

### エーゼ
エーゼはかつて貴族のイッセンドルフ家の本拠があったことで知られている。1586年に建設された領主館グート・ポッゲミューレンは、水堀と菩提樹の並木道で三角に囲まれた城館である。この集落の見所は1577年から78年に騎士のクリストフ・フォン・イッセンドルフが建造させたレンガ造りの小さなパトロナート教会である。教会のすぐ隣には、かつてのエーゼ村の学校を利用したエーゼ余暇・集会施設がある。その運営者はブレーマーフェルデ＝ツェーフェン教会クライスである。

### フォルクマースト
先史時代からすでにフォルクマーストには入植地があった。1500年頃のフェルデの記録簿に「Volmerstede」と記録されている。入植の時代、フォルクマル某がジッペの長として、池の近くのこの地に村を造ることを決めたと推測されている。現在、集落の中心には児童遊園地、グリル広場、射撃会館を含む公民館、消防署、スポーツ広場といった余暇施設がある。

## 行政

### 議会
この町の町議会は11議席からなる。

### 紋章
左右に二分割。向かって左は銀地に、交差した2本の赤い鍵。向かって右は赤地に、金の柄がある銀の剣が描かれている。

### 姉妹自治体
ベーツェンドルフ（ドイツ、ザクセン＝アンハルト州）1990年10月2日

## 経済と社会資本

### 交通
ブレーマーハーフェンからの連邦道B71号線とブレーメンからのB74号線がバスダールで合流し、ブレーマーフェルデに向かう。クルステの駅は、ブレーメン、オスターホルツ＝シャルムベック、ブレーマーフェルデ、シュターデとこの町を結ぶモーアエクスプレスが発着した。

## 引用
1. ↑  Landesamt für Statistik Niedersachsen, LSN-Online Regionaldatenbank, Tabelle A100001G: Fortschreibung des Bevölkerungsstandes, Stand 31. Dezember 2023